# Distrikt Aco (Concepción)
Der Distrikt Aco liegt in der Provinz Concepción in der Region Junín in Zentral-Peru. Der Distrikt wurde am 3. Dezember 1917 gegründet. Er hat eine Fläche von 39 km². Beim Zensus 2017 wurden 1694 Einwohner gezählt. Im Jahr 1993 lag die Einwohnerzahl bei 2543, im Jahr 2007 bei 1951. Sitz der Distriktverwaltung ist die 3480 m hoch gelegene Ortschaft Aco mit 1246 Einwohnern (Stand 2017). Aco liegt 7,5 km südwestlich der Provinzhauptstadt Concepción.

## Geographische Lage
Der Distrikt Aco liegt im Andenhochland zentral in der Provinz Concepción. Der Distrikt liegt westlich des Río Mantaro.
Der Distrikt Aco grenzt im Südwesten an den Distrikt Chambara, im Nordwesten an den Distrikt Sincos (Provinz Jauja), im Nordosten an den Distrikt Mito, im Südosten an den Distrikt Orcotuna sowie im zentralen Süden an den Distrikt Manzanares.

## Ortschaften
Im Distrikt gibt es neben dem Hauptort folgende größere Ortschaften:
- Quicha Grande (261 Einwohner)